# Chinesische Musik

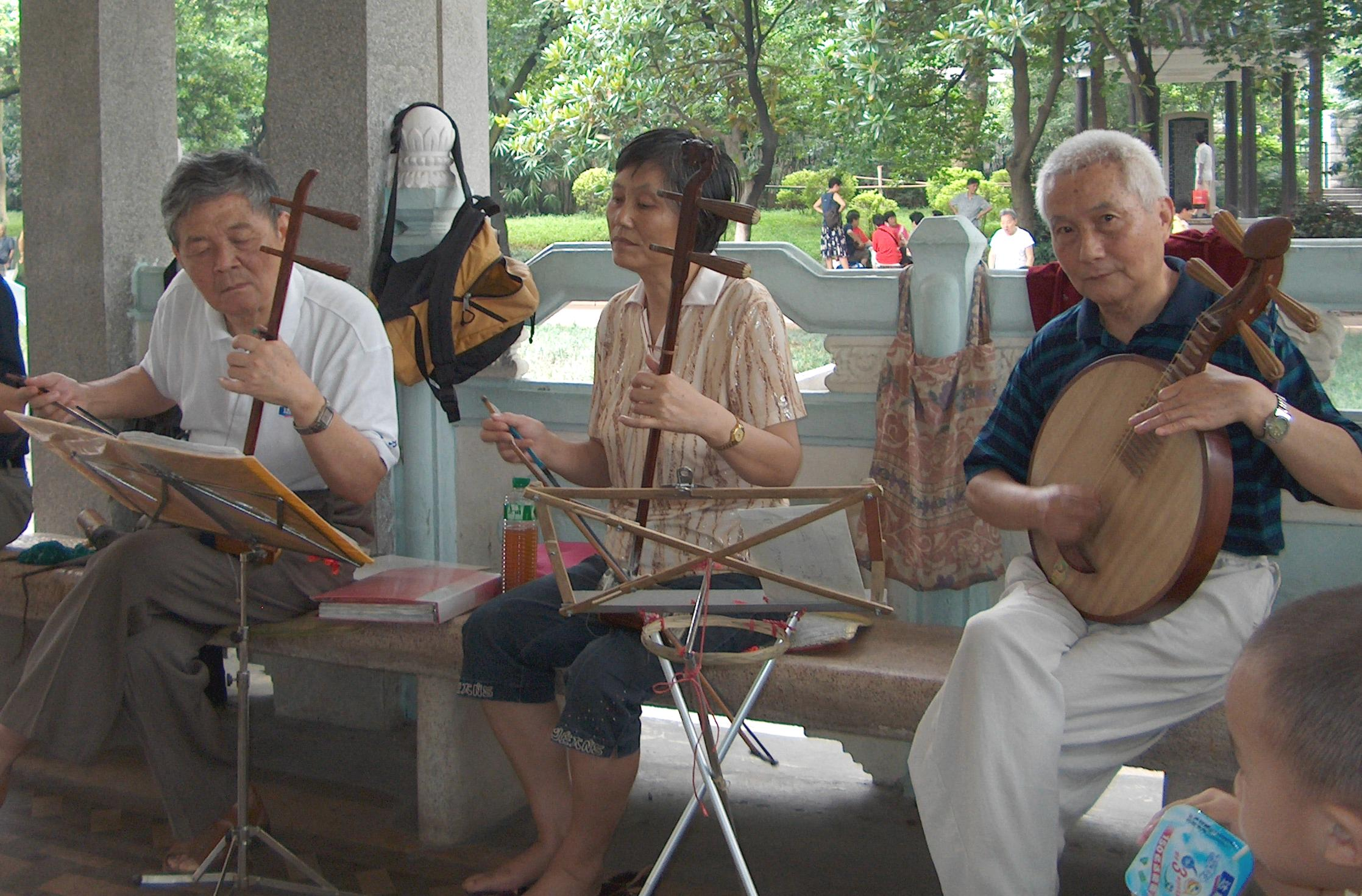
Instrumental: Zwei Erhu- und ein Yueqin-Spieler; Guangzhou

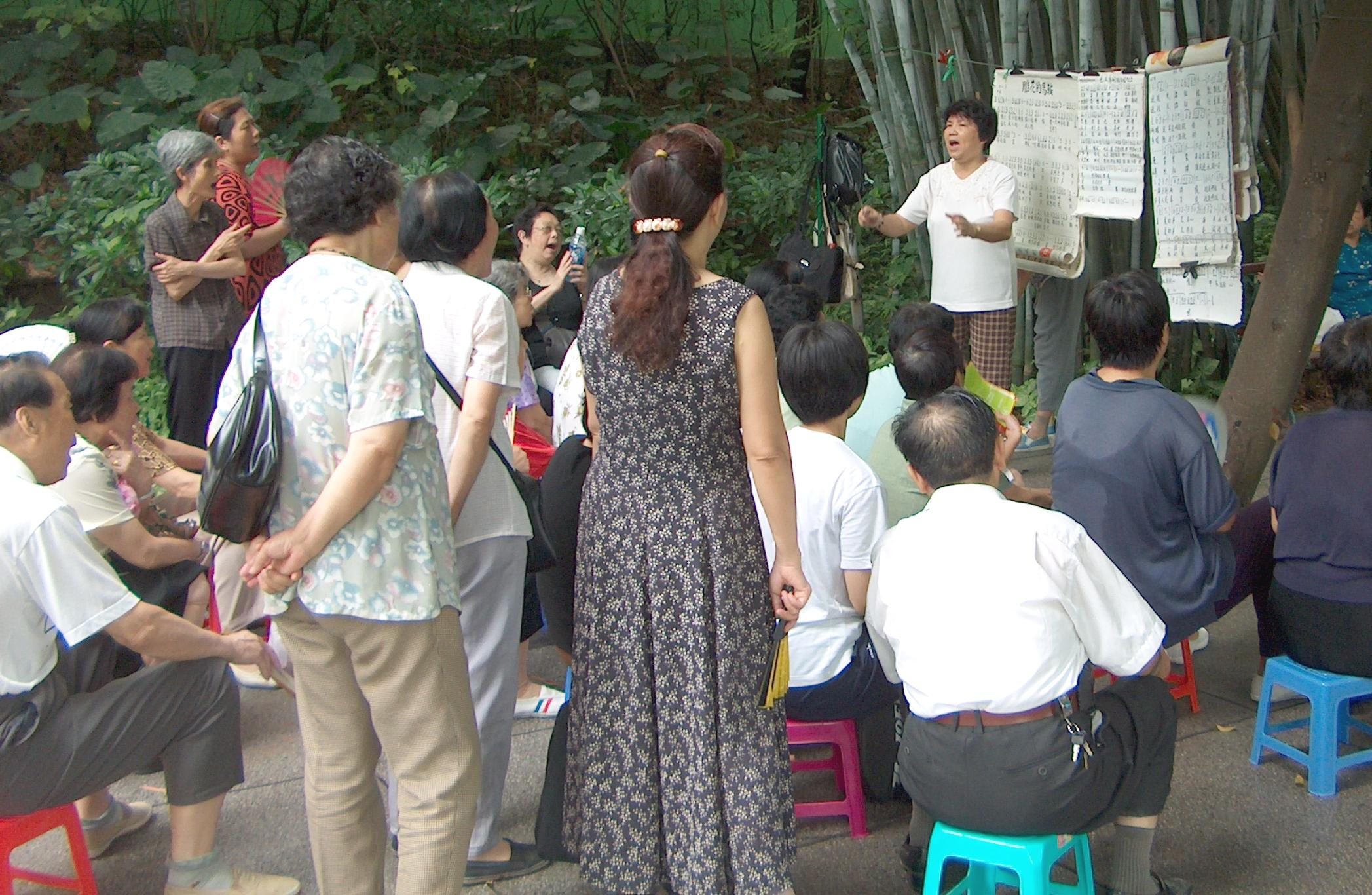
Vokal: Öffentliches Singen in einem Park in Guangzhou

Chinesische Musik (chinesisch 中國民樂 / 中国民乐, Pinyin Zhōngguó Mínyuè – „chinesische Volksmusik“) ist die in China oder von Chinesen geschaffene und aufgeführte Musik. Sie ist damit ein Ausdruck der chinesischen Kultur.

## Allgemeines
Die chinesische Musik zählt zu den ältesten Musiktraditionen der Welt. Zwar ist vieles der traditionellen chinesischen Musik in den letzten hundert Jahren verloren gegangen, doch dank der Beliebtheit einiger klassischer Instrumente, darunter die Wölbbrettzither guzheng und die Röhrenspießgeige erhu, ist auch das Interesse an der damit verbundenen Historie wieder geweckt worden und die hiermit verbundene Musiktradition erlebt eine Renaissance.
Im engeren Sinne gehört zur chinesischen Musik nur die Tradition der Han-Chinesen. Bei weiterer Auslegung ist auch die Musik der Minderheitenvölker mit einzubeziehen, die jedoch trotz vielfacher gegenseitiger Durchdringungen meist als etwas Eigenständiges betrachtet wird.

## Klassische Musik

### Geschichte
In frühester Zeit diente die Musik in China vor allem kultischen Zwecken. Gemeinsam mit Dichtung und Tanz sollte sie einerseits die Beherrschung der Kulturgewalten ermöglichen, andererseits aber auch den Menschen in Harmonie mit dem Kosmos bringen. Von jeher wurde Musik als etwas Positives, Glückbringendes betrachtet – wovon sich auch die graphische Identität des jeweils zweiten Zeichens der Wörter „Musik“ (音樂 / 音乐,  yīnyuè) und „Freude“ (快樂 / 快乐,  kuàilè) erklärt.
Eines der ältesten Zeugnisse chinesischer Musik ist das Buch der Lieder (詩經 / 诗经,  Shījīng). Das zwischen 1000 und 600 v. Chr. verfasste Werk enthält Volksweisen, religiöse Weihegesänge und Staatshymnen, aber auch Kriegs-, Fasten- und Klagelieder aller Art. Insbesondere die Liebeslieder bestechen durch die Frische und Unschuld ihrer Sprache.
Für Konfuzius (551–479 v. Chr.) und die auf ihm aufgebaute Lehre des Konfuzianismus gilt die Musik als Instrument zur Erzielung kosmischer Harmonie, die durch sittliche Vervollkommnung des Menschen und Besänftigung seiner Leidenschaften erreicht wird. Das dem Meister zugeschriebene Lied Youlan (幽蘭 / 幽兰 – „Einsame Orchidee“) gilt als ältestes erhaltenes Musikstück Chinas. Auch sonst ist für die Zhou-Dynastie (1122–256 v. Chr.) bereits eine reichhaltige musikalische Produktion belegt. Damals herrschten vor allem Blas- und Schlaginstrumente vor. Ältestes Fundstück ist eine ca. achttausend Jahre alte Knochenflöte. Mozi (Ende 5. Jh. v. Chr.), ein Gegenspieler des Konfuzianismus, betrachtete Musik indes als rein ästhetische Kategorie und damit als nutzlose Zeitverschwendung.
In der Qin-Dynastie wurde das kaiserliche Musikamt gegründet. Han-Kaiser Wudi baute es erheblich aus und beauftragte seine Beamten mit der Überwachung der Hof- wie Militärmusik sowie der offiziellen Anerkennung volkstümlichen Liedguts.

Pipa-Spielerin; Tang-Dynastie

In späteren Dynastien unterlag die chinesische Musik erheblichen Einflüssen aus dem Ausland, insbesondere aus Zentralasien. Von dort stammen vor allem die Zithern, Lauten und Streichinstrumente, welche die chinesische Musik bis heute prägen. Einen Höhepunkt erreichte diese Entwicklung während der Tang-Dynastie: Kaiser Taizong unterhielt zehn Orchester, von denen acht aus fremdländischen Musikern bestanden. Auch praktizierten zu dieser Zeit zahlreiche chinesische Musiker im Ausland. Ebenfalls in der Tang-Zeit emanzipierte sich die Säkularmusik endgültig von den religiös-kultischen Wurzeln und erlangte eigenständige Bedeutung. Eine Hochblüte erlebte in dieser Periode auch die Qin, die chinesische Zither, wenngleich das Instrument auch bereits seit der Han-Zeit gebräuchlich war. Schließlich reichen in die Tang-Zeit die ersten Anfänge der chinesischen Oper zurück: Kaiser Tang Xuanzong (712–755) gründete den Birnengarten (梨園 / 梨园,  líyuán), die erste bekannte Operngruppe Chinas.
Erheblich weiterentwickelt wurde das Opern-Genre während der mongolischen Yuan-Zeit. Damals bildeten sich die meisten chinesischen Operntypen heraus. Auch fand das Zájù (雜劇 / 杂剧 – „Varieté“) Eingang in die Oper, das auf bestimmten Reimschemen sowie den neu eingeführten spezialisierten Rollen wie „Dàn“ (旦, weiblich), „Shēng“ (生, männlich) und „Chǒu“ (丑, Clown) basiert. Die Oper der Yuan-Dynastie lebt heute als Kanton-Oper fort.
In der Qing-Dynastie schließlich entstand die berühmteste aller chinesischen Opernformen, die Peking-Oper. Sie beruht auf einer Synthese verschiedener lokaler Opern- und Gesangstraditionen. Die Besonderheit der Peking-Oper ist die Verwendung der Gesichtsmasken, durch deren Farben das Publikum den Charakter der jeweiligen Rollen erkennen kann.
Auch öffneten sich die Qing-Kaiser verstärkt den Einflüssen europäischer Musik, Qianlong unterhielt für diesen Zweck gar ein eigenes, stilgerecht nach der Mode des europäischen Barock gekleidetes Orchester.
Obwohl im alten China der Musik große Bedeutung für die Harmonie und Langlebigkeit des Staates zugeschrieben wurde, hatten Musiker eine erheblich geringere soziale Position inne als etwa Maler. Dementsprechend fand auch eine theoretisch-wissenschaftliche Befassung mit der Musik in wesentlich geringerem Umfange statt. Gleichwohl nahmen sich die meisten Kaiser des volkstümlichen Liedguts an und sandten etwa Beamte aus, um Lieder zu sammeln und dadurch die Verfassung des Volkes zu studieren. Das Shi Jing, einer der konfuzianischen Klassiker, enthält eine ganze Reihe populärer Lieder aus der Zeit zwischen 800 und 300 v. Chr.

### Musikalische Merkmale
Zu den wichtigsten Ausdrucksmerkmalen der chinesischen Musik zählen Klangfarbe und Melodie. Die Tonleiter besteht grundsätzlich aus zwölf Tönen; gleichwohl kommen die meisten Melodien mit einem fünftönigen Skalensystem ohne Halbtonschritte aus.

#### Tonsystem

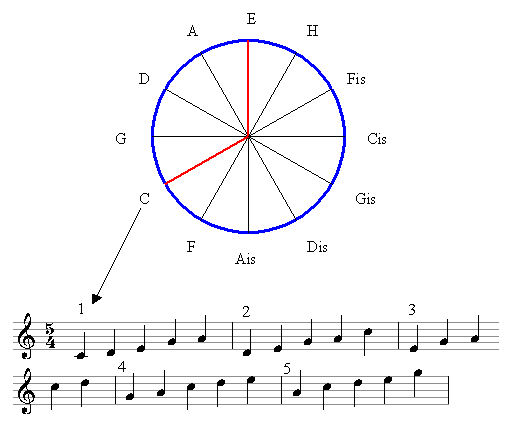
Chinesisches System der 12 Lü mit den 5 Modi des Quintraums von C bis E

In vielen Schriften wird seit frühester Zeit über das Tonsystem geschrieben. Zunächst geschieht dieses in zahlensymbolischer Form, später jedoch auch mathematisch exakter. Auf den mythischen „Gelben Kaiser“ Huangdi wird die Erfindung von Schrift und Musik zurückgeführt, wobei der Herrscher eher als Auftraggeber erscheint und die Musik von seinem Gelehrten Ling Lun begründet worden sein soll.
Von Konfuzius stammt eine systematische Musiktheorie samt ethischer Abhandlungen über alte und neue Musik. Das chinesische Tonsystem basiert auf starken Einflüssen indischer und mesopotamischer Herkunft.
Es beruht dabei auf der Abfolge von zwölf Quinten, welche annähernd den Grundton bzw. eine Oktavierung des Grundtons erreichen. Die sich dabei ergebende Ungenauigkeit des pythagoreischen Kommas war ebenfalls bekannt, was aber angesichts des primär monophonen bzw. homophonen Charakters der Musik eher eine untergeordnete Bedeutung hatte. Die sich daraus ergebenden zwölf Töne, Lü genannt, bildeten den Tonvorrat verschiedener Skalensysteme.
Das beherrschende System ist dabei die Pentatonik. Ein Ausschnitt von fünf der zwölf Quinten bildet eine Leiter. Innerhalb einer Leiter kann jedem Ton die Funktion des Grundtones zukommen. Diese fünf Modi können aufbauend auf jedem der 12 Lü konstruiert werden, was somit 60 Tonarten ergibt. In der praktischen Musikausübung wurden jedoch im Gegensatz zu den fünf Modi nicht alle 12 Tongeschlechter angewendet (s. auch den Artikel Chinesische Tonleitern).
Die fünf Töne werden entsprechend der chinesischen Fünf-Elemente-Lehre mit einer Vielzahl kosmologischer sowie die Umwelt und das seelische Innenleben des Menschen betreffenden Begriffe in Verbindung gebracht. Dabei steht der jeweilige Grundton (Gong) jeweils für das Ganze, und die Folgetöne repräsentieren Einzelaspekte. Der Schritt der kleinen Terz wurde oft durch einen zusätzlichen Zwischenton, den Bian, erweitert. Ab circa 300 v. Chr. wurde die Pentatonik, wohl durch Einflüsse aus dem Norden, durch den Einbau zweier zusätzlicher Töne (bian Zhi und bian Gong) nach der dritten und fünften Stufe erweitert. Es ergaben sich somit 84 heptatonische Leitern, die sich in der Praxis jedoch nur teilweise etablieren konnten. Die einzelnen Stufen werden wie folgt bezeichnet: Gong - Shang - Jue (Jiao) - bian Zhi - Zhi - Yu - bian Gong.
| Tonposition:     | 宮 Gong | 商 Shang  | 角 Jue   | 徴 Zhi   | 羽 Yu     |
| Himmelsrichtung: | Mitte   | Westen    | Osten    | Süden    | Norden    |
| Jahreszeit:      | Jahr    | Herbst    | Frühling | Sommer   | Winter    |
| Element:         | 土 Erde | 金 Metall | 木 Holz  | 火 Feuer | 水 Wasser |
| Planet:          | Saturn  | Venus     | Jupiter  | Mars     | Merkur    |
| Emotion:         | Gemüt   | Sorge     | Zorn     | Freude   | Furcht    |

Die Zusammensetzung der pentatonischen Leiter aus Ganzton und kleiner Terz ohne spannungsbildende Halbtöne hat einen eher statischen Charakter der chinesischen Musik zur Folge.

#### Melodik und Harmonik
Trotz der pentatonischen Leitern mit ihren (im Gegensatz zu westlichen Leitern) großen Intervallen ist die Melodik der chinesischen Musik nicht sprunghaft. Sie wirkt mit dem bevorzugten Fortschreiten der Melodie auf benachbarten Tonstufen eher wellenförmig. Vereinzelte größere Sprünge sind dennoch anzutreffen. Diese werden unter anderem auch aus praktischen Gründen eingesetzt, wenn eine Stimme oder ein Instrument wegen der Grenzen seines Tonumfangs die Melodie in einer höheren oder tieferen Oktave fortführt.

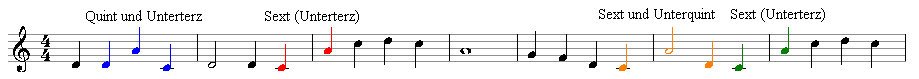
Einzugsmarsch des Kaisers in den Tempel nach Laurence Picken: Chinese Music. In: Grove's Dictionary of Music and Musicians. London 1966

Ein Beispiel dafür ist der Einzugsmarsch des Kaisers aus dem Buch der Lieder von Konfuzius. Die Melodie ist streng pentatonisch gehalten und verläuft in einem gerade schreitenden Rhythmus, der sich in klare Vierer- und Sechsergruppen gliedern lässt. Sprünge über Quarte und Quinte bis in den Abstand der Sexte sind hier dennoch häufig.
Formen der Mehrstimmigkeit im westlichen Sinne sind heute eher selten. Für frühere Zeiten ist jedoch von einer stärkeren Tendenz in Richtung Mehrstimmigkeit auszugehen. Dies legen Untersuchungen zu besser erforschten altjapanischen, aus dem chinesischen Raum übernommenen Formen nahe.

Beim solistischen Vortrag auf Saiteninstrumenten erklingen, analog einer fast weltweit verbreiteten Praxis, mitunter Zweiklänge (überwiegend leere Quinten). Die Mundorgeln (z. B. Sheng und Hulusi, deren meist im Quint- und Oktavabstand fixierte Begleittöne permanent durchklingen) werden zum Teil intervallisch-parallel oder gar in Akkorden geführt. 

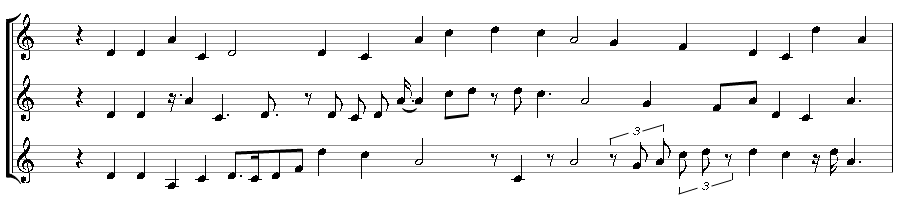
Einzugsmarsch des Kaisers in den Tempel in heterophoner Ensemblespielweise

Im Zusammenspiel eines Ensembles werden die über die Monophonie hinausgehenden Möglichkeiten natürlich mehr genutzt. Beliebt ist hier die Parallelführung im Quartabstand. Ferner wird das heterophone Spiel in einer Art von freiem Unisono genutzt, wie es auch in Teilen Südostasiens und des Nahen Ostens gepflegt wird. Dabei wird eine führende Melodie von mehreren Instrumenten gleichzeitig verziert, indem zwei oder mehr Stimmen das Thema tonlich und rhythmisch selbständig variieren, es ornamental umspielen, stellvertretende Töne einbauen, Töne weglassen, oder mehr oder minder starke rhythmische Veränderungen und Verschiebungen realisieren.

### Instrumentalmusik
Instrumentalmusik wird in China auf Soloinstrumenten oder in kleineren Ensembles aus Saiteninstrumenten, Flöten, Zimbeln, Gongs (luo) und Trommeln (gu) gespielt. In China werden die Musikinstrumente nach dem zu ihrer Herstellung verwendeten Material in acht Klassen (八音 „Acht Klänge“) eingeteilt. Man spricht von Seiden-, Bambus-, Holz-, Stein-, Metall-, Ton-, Kürbis- und Tierhautinstrumenten.

#### Seide (絲)
Als erstes sind die sogenannten Seideninstrumente (絲 / 丝) zu nennen. Es handelt sich um Saiteninstrumente; ihren Namen verdanken sie dem Umstand, dass früher Saiten nicht wie heute aus Metall, Nylon oder Darm, sondern aus Seide gefertigt wurden. Zu unterscheiden sind drei Untergruppen:

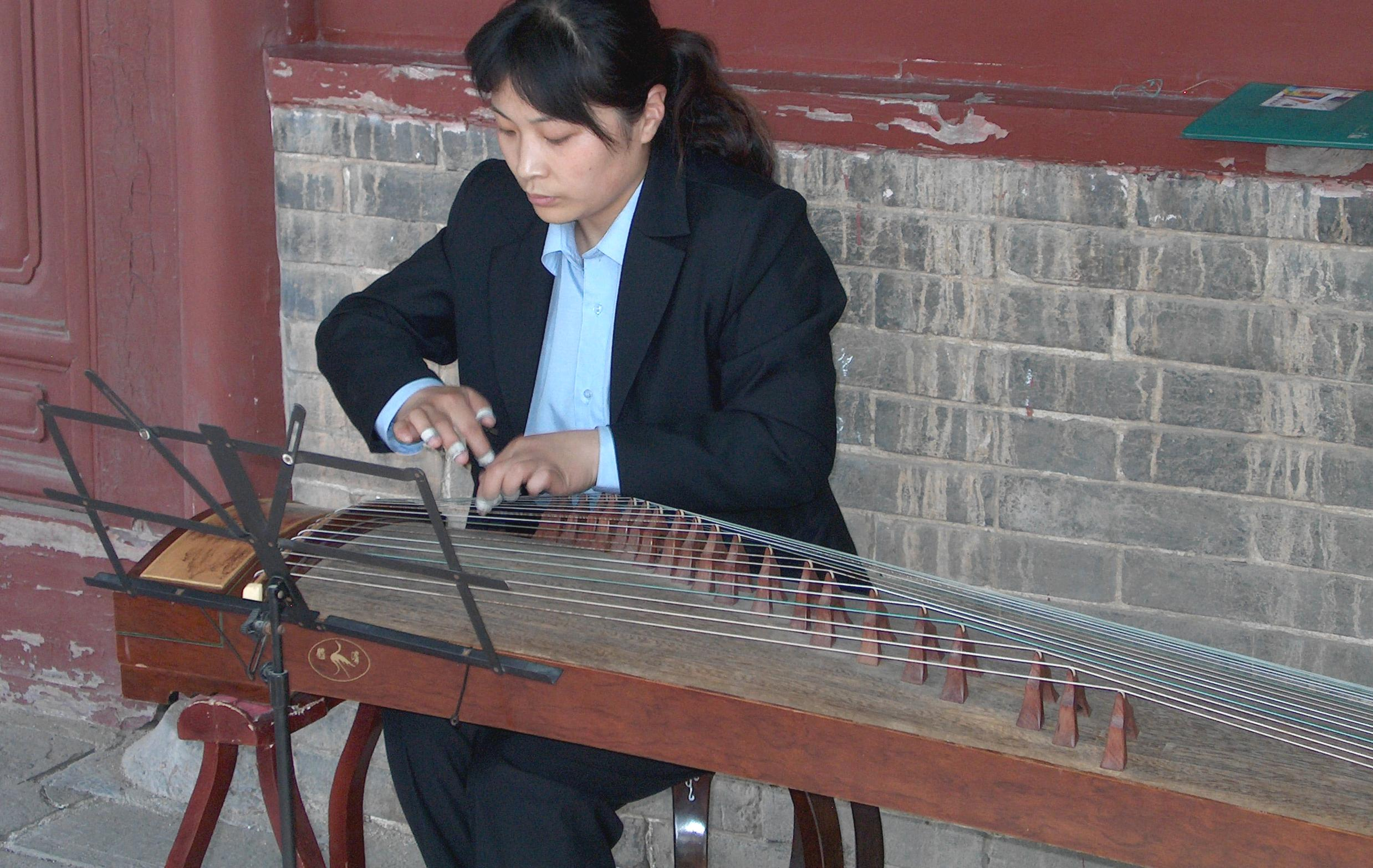
Guzheng-Spielerin, nahe Luoyang

Zu den Zupfinstrumenten gehören einmal die Zithern, darunter die guqin (古琴; häufig einfach qin genannt) mit 7 Saiten, die se (瑟) mit 25 Saiten sowie die Wölbebrettzither guzheng (古箏; meist einfach zheng genannt) mit 16–26 Saiten. Die beiden letztgenannten verfügen über bewegliche Stege. Die Duxianqin-Zither (独弦琴) schließlich besitzt nur eine einzige Saite. Daneben gibt es verschiedene Lauten: Birnenform weisen etwa die 4- oder 5-saitige, im 6. Jahrhundert aus Arabien eingeführte Pipa (琵琶) sowie die 4-saitige Liuqin (柳琴) auf. Einen kreisrunden Korpus haben dagegen die in fünf Größen erhältliche Ruan (阮) sowie die berühmte viersaitige „Mondgitarre“ Yueqin (月琴). Daneben existieren die Lautentypen Sanxian (三弦) und Qinqin (秦琴). Die chinesische Harfe ähnelte weitgehend ihrem westlichen Pendant und wird Konghou (箜篌) genannt.
Bei den Streichinstrumenten sind zunächst die meist zweisaitigen Fiedeln (Huqin 胡琴) zu nennen. Grundform ist die Erhu (二胡), die in der chinesischen Oper das wichtigste Instrument darstellt; tiefer gestimmt sind die Zhonghu (中胡) und die Dihu (低胡). Letztere gibt es in drei Größen, als Xiaodihu (小低胡; auch: Dahu (大胡) oder Cizhonghu; eine Oktave tiefer als die Erhu), als Zhongdihu (中低胡, eine Oktave tiefer als die Zhonghu) sowie als Dadihu (大低胡; zwei Oktaven tiefer als die Erhu). Höher gestimmt als die Erhu ist dagegen die Gaohu (高胡), noch höher die hauptsächlich für die Pekingoper verwendete Jinghu (京胡). Resonanzkörper aus Kokosnuss haben die Banhu (板胡) und die Yehu (椰胡), einen aus Kürbis die Huluhu (葫芦胡), einen aus Pferdeknochen die Maguhu (馬骨胡 / 马骨胡). Über ein Griffbrett verfügen die Zhuihu (坠胡) und die im 20. Jahrhundert entwickelte Leiqin (擂琴 / 擂琴). Vier statt zwei Saiten haben die Sihu (四胡), die ähnlich einem Cello gestimmte Gehu (革胡) sowie die an den Kontrabass erinnernde Diyingehu (低音革胡). Vorwiegend im äußersten Süden sind schließlich die Erxian (二弦), die Tuhu (土胡) und die Jiaohu (角胡) anzutreffen; aus der Mongolei stammt die „Pferdekopffiedel“ Matouqin (馬頭琴 / 马头琴). Eine mit dem Streichbogen gespielte Zither ist die Yazheng (牙箏).
Daneben gibt es auch Instrumente, deren Saiten angeschlagen werden: das mit zwei Bambushämmerchen gespielte chinesische Hackbrett Yangqin (揚琴 / 扬琴), die teilweise gezupfte, aber auch mit einem Stöckchen geschlagene Zhu-Zitter (筑) und die Jiaoweiqin (焦尾琴).

#### Bambus (竹)

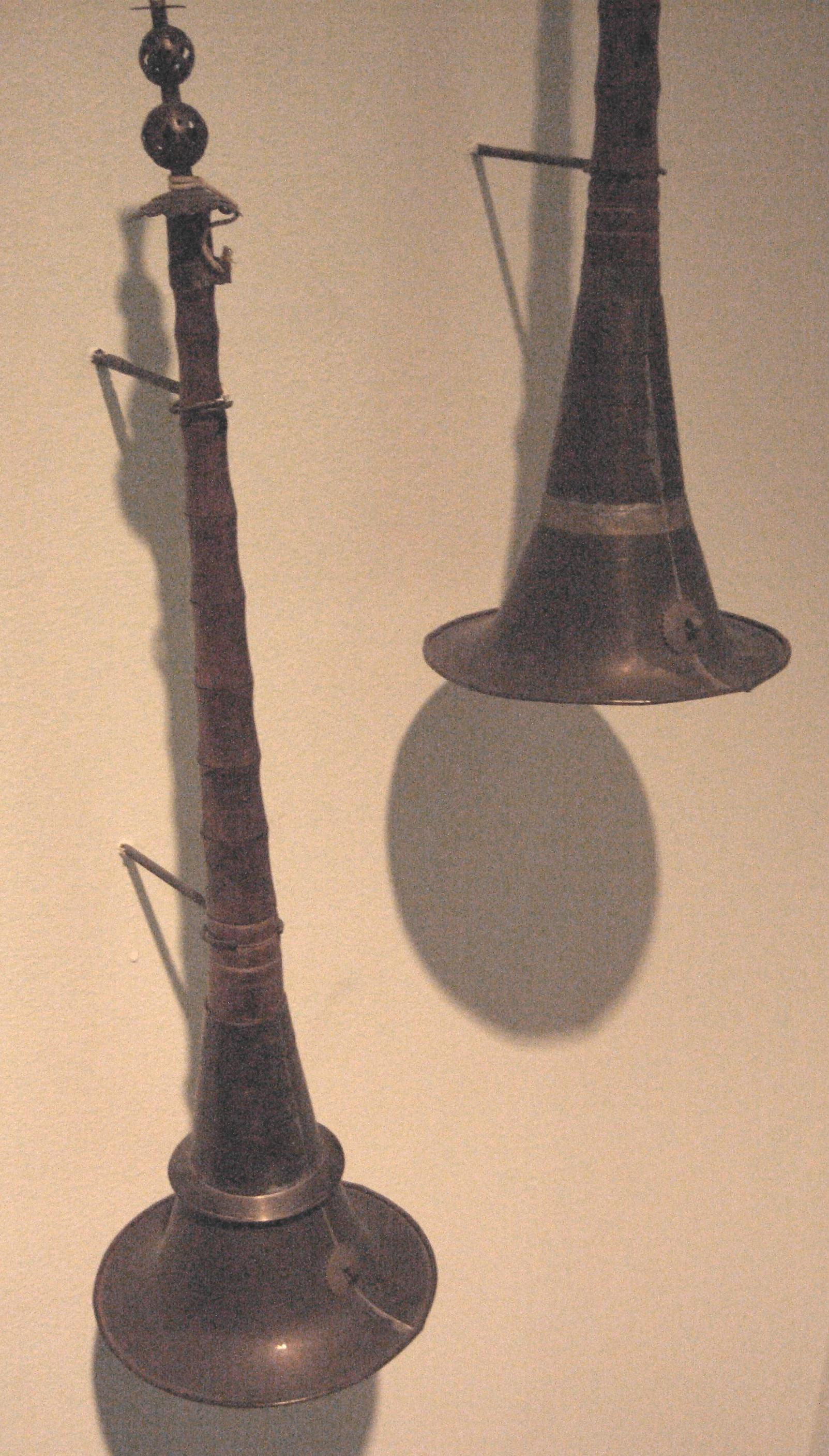
Zwei Suona; Berlin

Aus Bambus werden vor allem Blasinstrumente gefertigt.
Bei den Flöten sind die Querflöten dizi (笛子; mit Membran); xindi (新笛; modern, 21 Löcher) und die sehr kleine koudi (口笛) zu nennen, daneben die Längsflöten xiao (簫 / 箫), chi (篪) und dongdi (侗笛) sowie die chinesische Panflöte paixiao (排簫 / 排箫).
Zu den Doppelrohrblattinstrumenten werden die zylindrische guan (管) und die konische suona (唢呐) gerechnet, für letztere ist der metallene Schallkörper charakteristisch. Hinzu kommen schließlich die Rohrflöten bawu (巴烏 / 巴乌; quer gespielt) und Mangtong (芒筒, längsgespielt).

#### Holz (木)
Aus Holz werden meist Schlaginstrumente hergestellt. Den Beginn und das Ende eines Musikstücks sowie den Takt markieren etwa das zhu (柷), das Schrapinstrument yu (敔) und hölzerne Klangkörper ban, die mit einem Stab angeschlagen werden. Für buddhistische Zeremonien wird dagegen der „Holzfisch“ Muyu (木魚 / 木鱼) verwendet.

#### Stein (石)
Aus Stein bestehen etwa die in einem Holzrahmen aufgehängten Platten des Lithophons Bianqing (编磬 / 编磬), die mit einem Holzhämmerchen angeschlagen werden. Ebenfalls aus diesem Material ist das Klangsteinspiel im Grab des Markgrafen Yi von Zeng (曾侯乙) gefertigt.

#### Metall (金)
Metall wird insbesondere für Glocken und Gongs verwendet. Das Chuzeng Baizhong (楚曾百鐘) und das Bianzhong (編鐘 / 编钟) etwa bestehen aus 100 bzw. 65 in einem Holzrahmen aufgehängten und mit einem Klöppel zum Klingen gebrachten Bronzeglocken. Als chinesisches Äquivalent zum Metallophon kann das Fangxiang (方响) angesehen werden. Beim Bo handelt es sich indes um eine einzelne flache Metallplatte, die mit dem Hammer geschlagen wird. Chinesische Gongs werden luo (鑼 / 锣) genannt. Der „Wolkengong“ (yunluo, 雲鑼 / 云锣) besteht aus zehn oder mehr kleinen Einzelgongs in einem Rahmen. Ein Beispiel für chinesische Blechblasinstrumente ist die lange, gerade Trompete laba (喇叭).

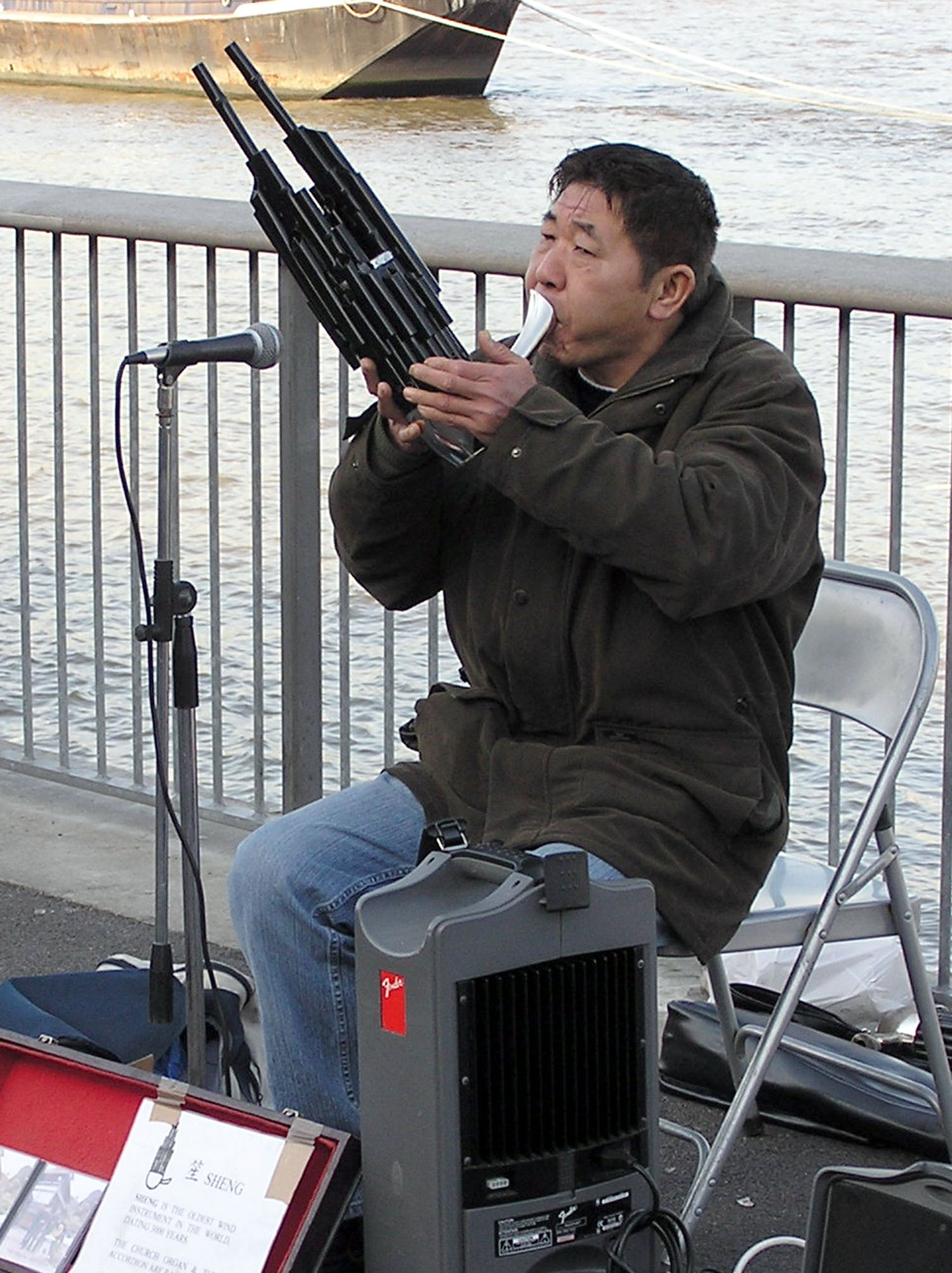
Sheng-Spieler; London

#### Ton (土)
Aus Ton werden die Gefäßflöte xun (塤) und das topfförmige Schlaginstrument fou (缶) hergestellt.

#### Kürbis (匏)
Die Kürbispflanze liefert den Resonanzkörper für verschiedene Mundorgeln. Zu nennen sind insbesondere die Sheng (笙) – und der größere Schraptiger (Yu, 竽). In Südwestchina und insbesondere der Provinz Yunnan sind die Varianten Lusheng (芦笙), Hulusi (葫蘆絲 / 葫芦丝) und Hulusheng (葫蘆笙 / 葫芦笙) verbreitet.

#### Tierhaut (革)
Aus den Häuten verschiedener Tiere werden insbesondere Trommeln gemacht, so die große dagu - (大鼓) sowie Huzuo Dagu (虎座大鼓), Huzuo Wujia Gu (虎座鳥架鼓), jiangu (建鼓) und paigu (排鼓).

### Vokalmusik
Chinesische Vokalmusik wurde üblicherweise in einer dünnen, resonanzschwachen Stimme oder im Falsett gesungen, wobei Sologesang gegenüber dem Chor vorherrschte. Traditioneller chinesischer Gesang ist eher als melodisch denn als harmonisch zu bezeichnen. Wahrscheinlich entwickelte er sich aus vertonten Gedichten der Song-Zeit.

#### Volkslied
Das chinesische Volkslied lässt sich in drei Gruppen unterteilen: Die Arbeitslieder (Haozi) wurden traditionell gemeinsam bei der Arbeit unter Leitung eines Vorsängers gesungen. Von ihrer musikalischen Struktur sind sie meist weniger anspruchsvoll, von ihrem Charakter kräftig und oft heroisch. Die meist recht kurzen und rhythmisch freien Berglieder (Shange) werden mit hoher Stimme in zahlreichen Variationen gesungen. Ähnlich dem alpenländischen Jodeln dienten sie ursprünglich der Verständigung über größere Entfernungen. Am weitesten verbreitet sind schließlich die formell relativ festgefügten, gleichwohl aber rhythmisch und melodisch sehr lebendigen Volksweisen (Xiaodiao). Sie umrahmen häufig Feste, Ruhepausen oder Unterhaltungsveranstaltungen. Im Norden herrschen eher leidenschaftliche, bewegte Gesänge vor. Die Lieder des Südens gelten indes eher als sanft und fein. Bis heute wird Gesang von breitesten Volksschichten ausgeübt. Häufig finden sich etwa in großstädtischen Parks morgens spontan kleinere Chöre zusammen, die klassisches Liedgut zum Besten geben.

#### Sprechgesang
Eine weitere wichtige Form chinesischer Vokalmusik ist der von (semi)professionellen Künstlern aufgeführte Sprechgesang Quyi bzw. Shuochang. Insgesamt ist er in über 200 Arten verbreitet. Unterschieden werden üblicherweise drei Gattungen: reiner Gesang (z. B. Danxuan Paizi, Sichuan Qingyin), Erzählung mit Gesang (Shanbei Shuo, Suzhou Tanci) und gesangslose Rezitation (Xiangcheng, Kuaiban). Bisweilen begleiten sich die Vortragenden selbst auf einem Instrument oder untermalen ihre Gesänge mit Tanzdarbietungen.

### Oper
Hauptartikel: Chinesische Oper
Die chinesische Oper verbindet in einzigartiger Weise unterschiedliche Kunstformen wie Musik, Sprache, Spiel, Tanz, Masken und auch Kampfkunst. Bis heute erfreut sie sich großer Beliebtheit.
Die Kanton-Oper verarbeitet häufig traditionelle Stoffe aus der Yuan-Dynastie, wie etwa Die Purpur-Haarnadel und Verjüngung der roten Pflaumenblüte. Die Sprache ist traditionell Kantonesisch. Bis zum 20. Jahrhundert wurden auch Frauenrollen traditionell von Männern gespielt.
Besonders bekannt geworden ist die Peking-Oper. Ihr von in hoher Tonlage gesungenen Gutturallauten geprägter Gesang wird gewöhnlich von der Suona, der Jinghu, anderen Streichinstrumenten und Perkussionsinstrumenten begleitet.
Daneben existieren insgesamt etwa 360 lokale Operntypen, zu deren wichtigsten die Holzklapper-Oper, die Pingju, die Kanton-Oper, die Puppenoper, das Kunqu, die Sichuan-Oper, das Qinqiang und das Huangmei xi zählen. Sie unterscheiden sich einerseits in den von den verschiedenen Dialekten geprägten Gesangsarten, aber auch in der Gewichtung der einzelnen Saiten- und Blasinstrumente; durchweg von zentraler Bedeutung sind jedoch die Schlagzeuggruppen. Gemeinsam ist den meisten Operntypen die extreme Stilisierung der Rollentypen, die sich nicht nur in genau festgelegten Masken- und Kostümikonographien äußert, sondern auch in den Stimmlagen, die von nasalen Kopfstimmen bis zu tiefen Brusttönen reichen.
Unter Druck geriet das Opergenre insbesondere in der Mao-Zeit, als klassische Formen der Zensur unterlagen und teilweise durch künstlich geschaffene, „revolutionär“ ausgerichtete „Modellopern“ ersetzt wurden.

### Heutige Bedeutung
Die traditionelle chinesische Musik wird auch noch in einem reichhaltigen Repertoire aufgeführt, das heitere wie ernste Stücke miteinschließt und bisweilen auf westlichen Einflüssen beruht. Verwendung findet sie insbesondere auch bei Festlichkeiten wie Hochzeiten und Beerdigungen. Häufig kommt dabei ein Chuigushou genanntes Ensemble aus dem Doppelrohrblattinstrument suona und Trommeln zum Einsatz. Daneben ist aber auch das gesamte alltägliche Leben eines Chinesen mit Musik erfüllt, sei es bei der Arbeit auf dem Reisfeld, auf dem Weg nach Hause oder frühmorgens in den städtischen Parks. Es wird viel und gerne gesungen, der traditionelle Liedschatz ist unüberblickbar groß.

### Regionale Verbreitung
Instrumentierung und Liedgut differieren auch innerhalb der Musik der Han-Chinesen; vielfach haben sich regionale Schwerpunkte herausgebildet:
In den ländlichen Gebieten des Nordens schätzt man Ensembles aus Mundorgeln, Schalmeien, Flöten, Dizi und Schlaginstrumenten (speziell den Yunluo-Gongs), die unmittelbar auf die alte kaiserliche Tempelmusik zurückgehen. In Xi’an wird eine bestimmte Art der Trommelmusik (Xi’an guyue) praktiziert, bei der neben den namensgebenden Schlaginstrumenten noch Bläser zum Einsatz kommen; sie hat in sehr kommerzialisierter Form auch außerhalb Chinas Verbreitung gefunden. Die Rohrflöte Sheng gilt als Vorläufer aller westlichen Rohrinstrumente.
In den Südprovinzen um Fujian und in Taiwan sind Musikballaden sehr populär. Aufgeführt werden sie in der Regel von einer von Flöten- und Lautenspielern begleiteten Sängerin. Üblicherweise sind sie von Schwermut und Melancholie gezeichnet und handeln häufig von in unglückliche Liebe verstrickten Frauen. Noch weiter im Süden, in Shantou und Chaozhou sind Erxian- und Guzheng-Ensembles verbreitet.
Die Städte Nanjing und Hangzhou sind für ihre Sizhu-Gruppen (Seiden und Bambus) bekannt, die mit Flöten und Saiteninstrumenten harmonisch-melodiöse Stücke aufführen, die auch im Westen häufig großen Anklang finden. In den Teehäusern Shanghais wird schließlich die Sonderform des Jiangnan Sizhu zu Gehör gebracht.
Die in Guangdong verbreitete kantonesische Musik schließlich basiert auf der Kanton-Oper (Yueju), hat aber seit den 1920er Jahren auch zahlreiche westliche Einflüsse etwas aus dem Bereich des Jazz aufgenommen.

## Moderne

### Europäische Einflüsse
Der Kulturelle Aufbruch der 1910er und 1920er Jahre rief in China großes Interesse an westlicher Musik hervor. Grund hierfür war nicht zuletzt die Rückkehr zahlreicher Auslandsstudenten aus Europa und den USA. In zahlreichen größeren Städten wurden Sinfonieorchester gegründet, deren Konzerte insbesondere über den Rundfunk einem großen Publikum zugänglich waren. Zu verzeichnen war weiter die Rezeption von Elementen des Jazz. Zu den bedeutendsten Musikern dieser Epoche zählten u. a. Lu Wencheng, Li Jinhui, Zhou Xuan, Yin Zizhong und He Dasha.

### Maoismus
Die Maoisten standen dieser Entwicklung kritisch gegenüber und diffamierten sie, vor allem Zhou Xuan, als dekadent und pornographisch. Im Gegenzug starteten diese ab 1942 im Rahmen des sog. Yan’an-Forums über Literatur und Kunst eine groß angelegte Kampagne, um traditionelles Volksliedgut für die Schaffung revolutionärer Lieder zu nutzen und dadurch die noch weitgehend analphabetischen Volksmassen für die Ziele der Kommunistischen Partei zu gewinnen. Ein Beispiel hierfür ist das Kampflied Der Osten ist rot, das auf einem Volkslied aus der Provinz Shaanxi beruht. Erwähnenswert ist in diesem Zusammenhang auch der Komponist Xian Xinghai (1905–1945), der unter anderem die Kantate vom Gelben Fluss schuf, die als berühmtestes Werk des Genres gilt. 1969 wurde sie von Yin Chengzong als Klavierkonzert Der Gelbe Fluss umgesetzt und wird bis heute aufgeführt.
Nach Gründung der Volksrepublik China erlebten revolutionäre Kampflieder einen weiteren Aufschwung; viele wurden auch – mit neuem Text – aus der Sowjetunion übernommen. Gleichzeitig setzte sich die Blüte der westliche wie neue chinesische Musik spielenden Sinfonieorchester fort. Im ganzen Land entstanden Konservatorien und andere musikalische Ausbildungsstätten. Daneben traten osteuropäische Orchester in China auf, während chinesische Musiker und Musikgruppen in großer Zahl an internationalen Veranstaltungen teilnahmen.
Auf dem Höhepunkt der Kulturrevolution unterlagen Komposition und Aufführung von Musik großen Restriktionen. Stattdessen schuf man auf dem Reißbrett eine leichte, harmonische, eingängige, „pan-chinesische“ Musikrichtung namens Guoyue, die insbesondere an Konservatorien aufgeführt wurde. Nach der Kulturrevolution wurden die alten Strukturen weitgehend wiederhergestellt.

### Neueste Entwicklungen
In den 1970er Jahren entwickelte sich in Hongkong der Cantopop, der insbesondere als Reaktion auf das traditionelle Shidaiqu sowie den beliebten amerikanischen Softrock gedacht war. Besonders berühmt wurden Joseph Koo, Lisa Wang, Adam Cheng, Lotus, Wynners und James Wong Jim. Seit den 1980er Jahren wird anstelle des bisher vorherrschenden Englischen zunehmend die kantonesische Sprache benutzt; diese zweiten Generation gehören u. a. Sam Hui, Danny Chan, Kenny Bee, Anita Mui, Aaron Kwok, Leon Lai, Andy Lau und Jacky Cheung an; die letzteren vier werden auch als die „vier Götter des Cantopop“ bezeichnet. Später etablierten sich Sammi Cheng, Karen Mok und Eason Chan.

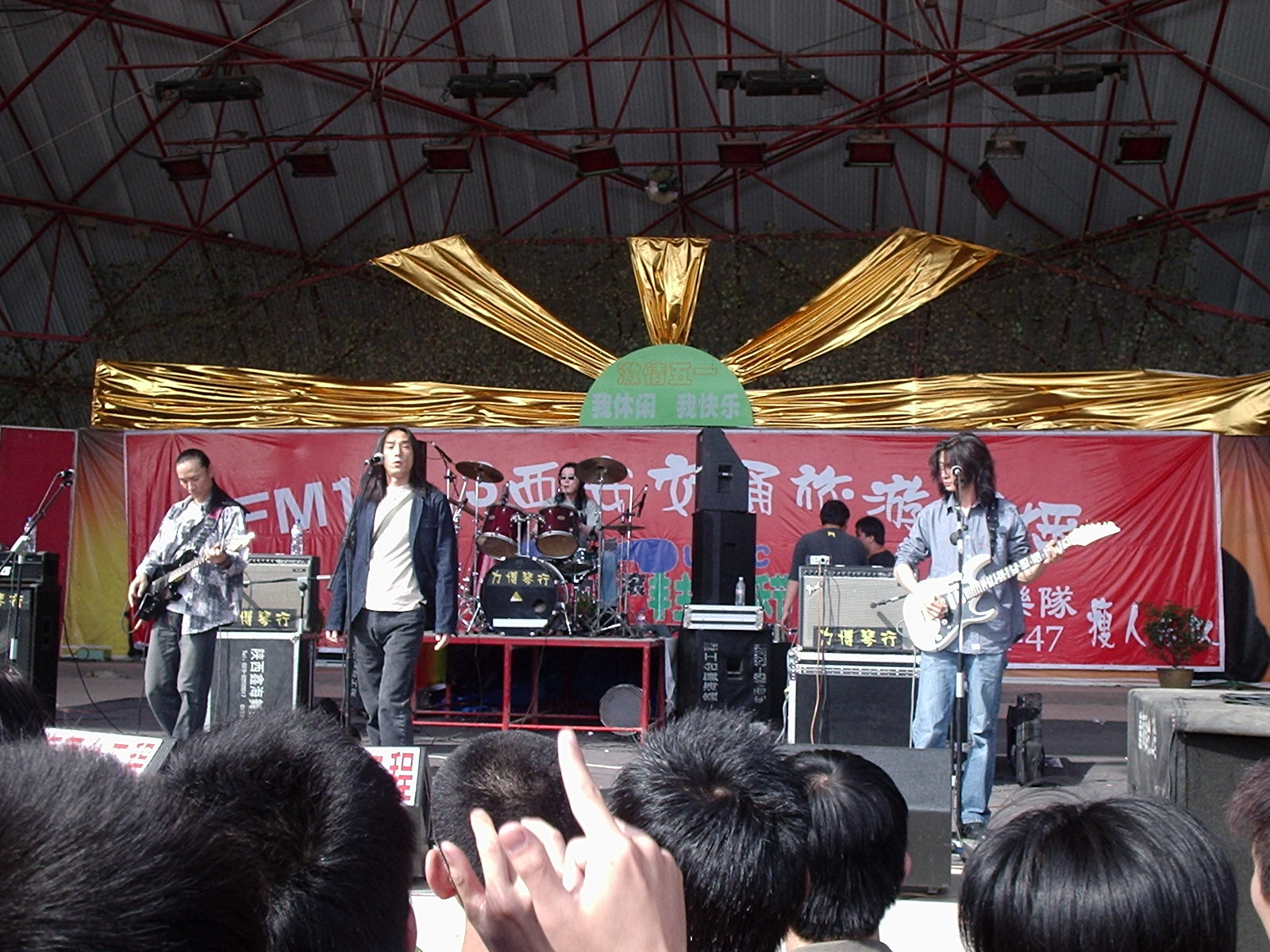
Konzert der Band Tang Chao in Xi'an, 2004

Parallel zum Aufstieg des Cantopop entwickelte sich auch der Chinesische Rock, als dessen Stammvater Cui Jian gilt. Weitere bedeutende Vertreter sind Tang Chao, Dadawa, Cobra, Dou Wei, Zhang Chu, He Yong, Zhinanzhen, Lingdian und Heibao. Musikalisch bewegen sie sich im Spektrum zwischen New Wave (Lingdian) und Heavy Metal (Heibao). Die Punkmusik wird u. a. von Bands wie Catcher in the Rye und Dixiayinger vertreten. Wie in ganz Asien ist auch hier Karaoke ein weit verbreitetes Phänomen. Sender wie MTV sind beliebt, in Diskotheken läuft der neueste Techno und riesige Rockkonzerte werden zum Massenspektakel. Daneben gibt es aber auch Gruppen, die auf Elemente der Volksmusik zurückgreifen wie Hanggai, Ajinai und Ye haizi.
Mandarin-Rap-Musik ist inzwischen auf dem chinesischen Festland populär, besonders in Shanghai, Peking, Chongqing und Sichuan, wo die Popkultur sehr vielfältig und modern ist. Obwohl Chinesen Rap in verschiedenen Dialekten und Sprachen vortragen, treten die meisten chinesischen Hip-Hop-Künstler in der populärsten Sprache Chinas auf: Mandarin.
Auch kantonesischer Rap ist in Städten wie Guangzhou, Shenzhen und Hongkong stark vertreten.
Die deutschen Filmemacher George Lindt und Susanne Messmer drehten den Dokumentarfilm Beijing Bubbles, der weltweit auf Festivals, im Museum of Modern Art in New York und in europäischen Kinos gezeigt wurde. Der Film beschreibt das Leben junger Punker, Rocker und Bluesmusiker in China. Es ist der erste Dokumentarfilm über die junge Musikszene Chinas.
1980 wurde die Chinese Musicians’ Association formell in die International Musicological Society gewählt. Chinesische Musikgruppen unternahmen Auslandstourneen, während ausländische Künstler in China auftraten. Mitte der 1980er Jahre zogen volkstümliche Balladen, westlicher Folk sowie die europäische Klassik immer noch die meisten Zuhörer an. Gleichwohl erfuhren auch der lange Zeit verbannte Jazz – z. B. mit dem chinesisch-deutschen Jazz Improvise Meeting Festival –  sowie der Rock ’n’ Roll zunehmende Rezeption, insbesondere unter den jüngeren Chinesen. Weiterhin ist die moderne chinesische Musik dem kritischen Auge der Regierung ausgesetzt, die eine westliche Unterwanderung chinesischer Werte befürchtet und Militärmusik einsetzt, um ganze Dörfer per Lautsprecher mit eigener Propaganda zu beschallen.
Seit der Berufung von Xi Jinping zum Staats- und Parteichef Chinas gehen die Staatssicherheitsbehörden deutlich schärfer gegen vermeintlich kritische Musik im öffentlichen Raum vor. Musiker und Bands in China müssen vor Aufführungen ihre geplanten Liedtexte in der Regel vorab vorlegen und genehmigen lassen.